# Fiona Pinar Batalla
Fiona Pinar Batalla (Ripoll, 1 de febrero de 2003) es una atleta paralímpica española.

## Trayectoria
En 2022 sufrió un accidente esquiando en La Molina a raíz del cual le fue amputada su pierna izquierda en el Hospital Trueta de Girona.  Tras ello, empezó a practicar crosstraining y cuando recibió su prótesis comenzó a entrenar en el Club de Atletismo Vic.  Tres meses después compitió por primera vez en el Campeonato de Cataluña de Hospitalet de Llobregat, logrando el récord de España en los 100 metros.  A los ocho meses se clasificó para los Juegos Paralímpicos de París 2024, corriendo en la categoría de 100 metros y logrando diploma olímpico en los 200 metros al quedar en séptima posición.
Además, fue medallista en otras competiciones nacionales y logrado varios récords nacionales en pruebas de velocidad. Se incorporó al programa Promesas Paralímpicas de Deportes de Invierno del Comité Paralímpico Español.